# Фонтенбри
Фонтенбри (фр. Fontainebrux) насеље је и општина у источној Француској у региону Франш-Конте, у департману Јура која припада префектури Лон ле Соније.
По подацима из 2011. године у општини је живело 181 становника, а густина насељености је износила 26,81 становника/km². Општина се простире на површини од 6,75 km². Налази се на средњој надморској висини од 205 метара (максималној 229 m, а минималној 195 m).

## Демографија
| 1962. | 1968. | 1975. | 1982. | 1990. | 1999. | 2011. |
| ----- | ----- | ----- | ----- | ----- | ----- | ----- |
| 98    | 101   | 104   | 110   | 116   | 131   | 181   |

График промене броја становника у току последњих година